# Zona negativa
La Zona Negativa es una dimensión paralela, un universo de antimateria que aparece en los cómics estadounidenses publicados por Marvel Comics. La ubicación está representada en varias publicaciones de Marvel, con mayor frecuencia en Fantastic Four y Capitán Marvel. Creado por Stan Lee y Jack Kirby, apareció por primera vez en Fantastic Four # 51 (junio de 1966).

## Descripción
La Zona Negativa en el Universo Marvel se usa como una dimensión ficticia. Esencialmente, es un universo paralelo al de la Tierra. Los dos tienen muchas similitudes, pero algunas diferencias notables incluyen: toda la materia en la Zona Negativa está cargada negativamente; la zona negativa está completamente llena de una atmósfera presurizada y respirable; y cerca del centro de la Zona Negativa hay un vórtice mortal de poder indescriptible. Debido a que la Zona Negativa está en gran parte deshabitada, varios supuestos conquistadores han intentado cerrar la brecha con la Tierra y hacerse cargo de su población. Algunos residentes notables de la zona negativa incluyen Blastaar, Annihilus, Stygorr y Noktiis. 
La Zona Negativa a menudo es visitada por los Cuatro Fantásticos como Mister Fantástico la descubrió, y ha mapeado partes de ella extensamente. La versión de Era de Apocalipsis de Blink también la visitó una vez, lo que demostró que solo hay una Zona Negativa, ya que Annihilus recordó a los Cuatro Fantásticos aunque nunca existieron en la Era del Apocalipsis. 
Durante varios años, el Capitán Mar-Vell y Rick Jones se unieron entre sí, lo que provocó que uno de ellos existiera en la Zona Negativa mientras que el otro existiría en el universo regular. Intercambiaron lugares sujetando las pulseras especiales que usaban o automáticamente después de unas pocas horas. 
Spider-Man también visitó la Zona Negativa y adquirió un disfraz que le permitió fusionarse con las sombras y hacerse prácticamente invisible. Cuando Norman Osborn le enmarcó unas semanas más tarde, usó el disfraz para convertirse en el oscuro y misterioso Dusk (una de sus cuatro nuevas identidades de superhéroes durante el arco de la historia de Identity Crisis). Unos meses más tarde, después de que se despejara el nombre de Spider-Man, a Cassie St. Commons se le dio la apariencia de Dusk y se unió a los Slingers. Cletus Kasady también visitó la Zona Negativa, encontrando allí una réplica exacta del simbionte Carnage, el original que había perdido cuando Venom lo absorbió en su propio simbionte.

## Historia
Los primeros orígenes de la Zona Negativa y su cultura no han sido revelados, pero las estimaciones aproximadas sitúan su apogeo de la ciencia y el arte hace más de 1,5 millones de años, casi coincidiendo con el aumento de las razas Skrull y Kree. Se cree que alrededor de ese tiempo, la Zona Negativa comenzó "el Big Crunch", cesando el progreso expansivo y contrayéndose a un nexo central. Algunas de las razas más poderosas e influyentes enfrentaron la destrucción y buscaron preservar sus vidas.
Una de las razas más agresivas en este momento fueron los Tyannans. Los bípedos parecidos a leones exploraron gran parte de la Zona Negativa, y finalmente comenzaron a sembrar muchos de los planetas, incluido Baluur, con sus "esporas de la vida". Sin embargo, su misión final salió mal.
Un campo de escombros había comenzado a formarse alrededor de Tyanna, que estaba en el corazón de la Zona Negativa. El Big Crunch había comenzado a arrastrar el universo hacia su centro y los planetas se desmoronaron bajo la presión creciente. Una de las últimas naves de Tyannan se escapó de un gran trozo de roca y se estrelló en el desolado planeta de Arthros. Los motores del barco muertos y los procesadores de alimentos destruidos, el capitán Tyannan ordenó el lanzamiento de sus esporas de vida. La vida comenzó a evolucionar lentamente en el planeta, al igual que lo hizo en la Tierra.
Más lejos del núcleo de la Zona Negativa, otras culturas prosperaron. Una cultura había llegado a cubrir la mitad de su planeta con una ciudad gigante, y luego desarrolló un cerebro artificial para ello. La ciudad, Ootah, incluso comenzó a desarrollar una sensación de autoconservación y expulsó a los habitantes de sus límites, construyendo mayores defensas para evitar que volvieran.
Más alejado aún del núcleo, el mundo de Kestor también floreció. Fue el primer mundo grabado más allá de Tyanna que sufrió la destrucción a manos del Big Crunch, hace aproximadamente 10.000 años. A diferencia de Tyanna, cuya fuerza gravitacional se hizo mayor de la que podría sostener la vida, el sol de Kestor fue arrastrado hacia el nexo. Esto causó que las varias lunas del planeta cambiaran sus respectivas órbitas y causen estragos en el planeta mismo. Cuando 20,000 seres abandonaron Kestor en un gran arca espacial, el sol explotó con la furia de una supernova, dañando sustancialmente su nave. Todos menos 500 de la tripulación murieron y los sistemas de navegación fueron destruidos, eliminando toda esperanza de encontrar un nuevo planeta para llamar hogar.
Uno de los planetas que Tyannans espoleaba, Baluur, se desarrolló de una manera más bárbara. Los habitantes crecieron muy grandes y poderosos, e incluso los mansos entre ellos eran más fuertes que un humano ordinario. Si bien progresaron tecnológicamente, sus avances fueron impulsados, al menos parcialmente, por la guerra. Pero aparentemente comenzaron a experimentar los efectos del Big Crunch y varios milenios atrás tomaron sus ciudades debajo de la superficie del planeta. Existe una única entrada que solo conocen los Baluurianos. Establecieron una monarquía silenciosa y se volvieron muy solitarios, solo se aventuraron al espacio en raras ocasiones.
La vida inteligente finalmente se desarrolló en Arthros. Una única criatura parecida a un insecto emergió del pantano primordial hace mil años, y comenzó a razonar. Una criatura frágil, utilizó su intelecto superior para evitar depredadores más grandes y pronto tropezó con la nave abandonada del Tyannan. Dentro de la nave, se puso un casco en un intento de calentarse. De hecho, el casco tenía grabaciones de toda la tecnología y cultura de Tyannan, y la criatura fue capaz de asimilarlo con destreza. Tomó el poder de los botes de vida desechados y creó una Barra de control cósmico, capaz de otorgar al portador un gran poder. Tomando el nombre de Annihilus, se propuso no solo corregir a los que lo perjudicaban, sino también asegurarse de que nadie nunca más lo lastimara.
Mientras que Annihilus tomó por la fuerza el control de su sector inmediato de espacio, un rey saltó a la fama en Baluur. Blastaar era un líder despiadado y poderoso que buscaba expandir el dominio baluuriano. Los otros baluurios lo temían y eventualmente pudieron deponerlo drogándolo fuertemente y enviándolo a lo que esperaban sería su destrucción en el centro de la Zona Negativa.

### Descubrimiento
Mientras buscaba una forma de viajar a través del subespacio, Reed Richards tropezó con una puerta de entrada a la Zona Negativa. Pasó una buena cantidad de tiempo estudiándolo a través de sondas, y determinó que estaba en gran parte despoblado. Tanto es así, de hecho, que él -y otros- utilizaron la Zona Negativa en varias ocasiones para deshacerse de enemigos difíciles, como el androide del Pensador Loco, el Super-Adaptoide, e incluso Galactus. Reed y los Cuatro Fantásticos desde entonces han hecho exploraciones más detalladas de la Zona y ya no la usan para deshacerse de los villanos.
Durante algún tiempo, el reino nórdico de Asgard se perdió en la Zona Negativa.

### Civil War
En el Súper Héroe Civil War, un grupo de héroes liderados por Iron Man, Mister Fantástico y Yellowjacket han creado una prisión masiva en la Zona Negativa (similar a la Bóveda) para albergar a los héroes no registrados capturados mientras esperan sus juicios. Se denomina Alpha de Prisión de Zona Negativa pero los reclusos la apodan Fantasy Island. El mismo Tony Stark lo llamó "Proyecto 42", ya que había sido la 42 idea de un centenar que él, Reed Richards y Hank Pym habían creado después del Stamford Disaster. Hay portales planificados para cada estado para que los prisioneros puedan ser transportados allí por los diferentes equipos en la Iniciativa de los Cincuenta Estados , incluyendo uno en la Isla Ryker. Está muy limpio, con condiciones de salubridad, pero extremadamente protegido, incluyendo cambios de contraseña cada diez minutos. Sus ex presidiarios más notables fueron Iron Fist (haciéndose pasar por Daredevil en ese momento), Cloak y Dagger, Speedball, Prodigio y Prowler.
También es el escenario de la batalla final de la guerra civil de superhéroes, mientras Iron Man tiende una trampa para el Capitán América, pero el Capitán toma represalias utilizando a su topo plantado, Hulkling, para liberar a todos los prisioneros de 42 que vienen en su ayuda. Aunque en la batalla subsiguiente Cloak logra teletransportar a todos sus detenidos sobrehumanos, sigue siendo una prisión para villanos como Lady Deathstrike y Taskmaster. (Taskmaster fue liberado más tarde para convertirse en el entrenador de los nuevos reclutas de la Iniciativa y Deathstrike aparentemente escapa para ayudar en la cruzada de los purificadores durante el Complejo del Mesías). También retiene a muchas de las fuerzas Sakaaran de la Guerra Mundial Hulk.
En la única Guerra Civil: El regreso, el guardián de la prisión se reveló como el primer Capitán Marvel, al parecer de vuelta de entre los muertos. Aunque más tarde se reveló como un agente durmiente de Skrull llamado Khn'nr, cuyo condicionamiento era tan fuerte, seguía creyendo que era el Capitán incluso después de haberse dado cuenta de que realmente no lo era.

### Secret Invasion
En la serie limitada Secret Invasion: Fantastic Four, la guerrera Skrull Lyja (que se hace pasar por Susan Richards) envía el Edificio Baxter a la Zona Negativa. Ella se revela a Johnny Storm (su ex cónyuge) y lo ataca, sintiéndose enojado porque la había olvidado. Durante el transcurso de su batalla, Johnny salva a Lyja de ser atropellada por un automóvil policial y atravesada por el portal. Los dos se reconcilian después de eso, pero una criatura de la Zona Negativa los ataca. Logran derrotar a la criatura, pero Lyja se desmaya de sus heridas. Un poco más tarde, cuando los "nuevos" Cuatro Fantásticos vuelan a la prisión, Franklin y Valeria son capturados por criaturas de la Zona Negativa, pero Lyja los salva. Más tarde, cuando Ben, Johnny, Franklin, Val y el Tinkerer están listos para abandonar la Zona Negativa, ella se niega a irse, porque quiere descubrir quién es ella.

### War of Kings
Después de los eventos de Secret Invasion, los reclusos de la prisión tomaron el control de la instalación después de que sus oficiales de corrección abandonaron la prisión. Blastaar más tarde invadió la prisión durante el preludio del arco de la historia de War of Kings.

### Cataclismo
La Zona Negativa se usa para deshacerse del Galactus de la Tierra-616 cuando es transferido accidentalmente al universo de Marvel Supremo debido a las distorsiones temporales causadas por los eventos de Age of Ultron. Los héroes del universo de Ultimate Marvel razonaron que Galactus morirá de hambre en la Zona Negativa porque es un universo hecho de antimateria y Galactus no tendría nada que comer allí.

## Funciones únicas

### La Cruzada de Infinito
Inicialmente, generalmente se creía que quedar atrapado en la atracción gravitacional del vórtice en el centro de la Zona significaba una muerte segura. Sin embargo, algunos teorizaron que si uno podía sobrevivir a la entrada al vórtice, uno podría viajar a otra dimensión. Sin embargo, esto era solo una teoría hasta que Doctor Doom apostó las vidas de los Cuatro Fantásticos para probarlo. Una vez dentro de los llamados Crossroads, los individuos hojean una serie de otras dimensiones paralelas mientras avanzan. Llegar a un alto parece estabilizar la Encrucijada y luego permite que llegue el movimiento en el universo.
Sin embargo, sigue siendo un viaje arriesgado por varias razones. Lo primero y más importante es el gasto de energía necesario para evitar la implosión. En una ocasión, requirió el uso de la Barra de control cósmico de Annihilus y el campo de fuerza de la Mujer invisible para evitar la muerte. En segundo lugar, y casi igualmente importante, es la falta de control que uno tiene al pasar por diferentes dimensiones. Incluso con los cálculos precisos del Dr. Doom, se requirieron varios saltos para alcanzar la dimensión que buscaba.
Continuar en línea recta hasta el corazón de Crossroads nos lleva a Tyanna. Aunque se creía que se había destruido siglos antes, la tecnología de Tyannans demostró ser capaz de sostenerlos en el centro del vórtice. Utilizando sus máquinas avanzadas, pudieron modificar sus cuerpos para existir de forma segura bajo las inmensas presiones, pero a costa de verse obligados a permanecer ocultos dentro de la Encrucijada. Los Tyannans permanecen allí, contentos de perseguir sus intereses científicos.

### El área de distorsión
Normalmente los seres entran a la Zona Negativa a través del Área de Distorsión. Esta es una esfera invisible de energía que reside en la Zona Negativa pero que es accesible desde muchas partes de la Tierra. Al golpear el campo con una longitud de onda de energía precisa, se abre una brecha entre ambas dimensiones conectadas por el Área de distorsión. Esta área actúa como un amortiguador entre los dos universos polares opuestos y altera la propia polaridad del viajero para que puedan existir en la otra dimensión sin daño.
Cuando se activa, el Área de distorsión aparece desde el exterior como una fuente de energía crepitante de aproximadamente seis pies de circunferencia. Este efecto solo dura mientras el campo está activado y, una vez cerrado, vuelve a ser invisible. La materia cercana es absorbida por el vacío cercano al área de distorsión y "cae" durante aproximadamente 50 segundos antes de emerger en el otro lado.
El área de distorsión en sí misma es indescriptible. Los humanos no pueden comenzar a comprender o registrar con precisión lo que ocurre dentro del Área de distorsión y las mentes de los viajeros intentan compensarlo con una exhibición extraña de luz y color. Combinado con la turbulencia natural en el área, muchos encuentran el viaje bastante nauseabundo.
Al igual que cualquier otro modo de transporte, elegir dónde ingresar al Área de distorsión afecta en parte el lugar donde se deposita a un individuo en el otro lado. El antiguo laboratorio de Reed Richards en el Edificio Baxter, por ejemplo, depositó a alguien en las afueras del Campo Debris cerca de Arthros. Una grieta abierta en Yancy Street, sin embargo, dejó caer a un viajero en el planeta Tarsuu.
Se pueden emplear otros métodos para llegar a la Zona Negativa pero, aunque tienden a ser más espacialmente precisos, son muy difíciles de obtener. En general, este modo de transporte está reservado por entidades extremadamente poderosas como Thor, la Inteligencia Suprema, Galactus y los Vigilantes. Las Nega-Bandas del Capitán Mar-Vell también podían transportar al usuario a la Zona Negativa, pero el destino exacto dependía de la ubicación de las contrapartes de la Banda Nega usadas por Rick Jones.

### Emociones
Uno de los efectos colaterales bastante indocumentados que la Zona Negativa tiene sobre las personas parece implicar el surgimiento de lo que generalmente se consideran emociones negativas. En este punto, es difícil determinar la causa de este fenómeno inusual, pero una serie de tratos con la Zona Negativa han dado la impresión de que algo inherente dentro de él puede conducir a angustia emocional.
La gravedad de esta angustia puede variar mucho. En algunas ocasiones, se ha manifestado como un pánico en toda la ciudad. Otras veces, simplemente causó que una sola persona perdiera temporalmente su esperanza. Otras veces, causó que varias personas experimentaran escenas retrospectivas emocionalmente cargadas, sacadas de su subconsciente. Y, aunque podría atribuirse a su psique, la principal motivación de Annihilus es un miedo obsesivo a la muerte.
No todos los habitantes de la Zona Negativa experimentan nada más allá de las ansiedades normales, pero el número de casos conocidos de angustia psicológica inusual parece bastante alto. Los visitantes de la Zona pueden experimentar o no algo emocionalmente perturbador. Si bien no hay evidencia concreta que demuestre la correlación que la Zona Negativa tiene con la discordia emocional, sigue siendo una característica importante de la región.

### Vida
Como se mencionó anteriormente, originalmente se pensaba que la Zona Negativa estaba en gran parte deshabitada. Aunque ahora se sabe que es incorrecto, la vida ha surgido en varios de sus planetas, la zona sigue siendo en su mayoría espacio desocupado. La mayoría de los encuentros que han tenido los héroes con la Zona Negativa giran en torno a Annihilus y / o Blastaar.
Curiosamente, por la poca vida que existe en la Zona Negativa, es muy capaz de soportar la vida. Allí, el espacio exterior mismo está impregnado de una atmósfera rica en oxígeno, cercana a la de la Tierra. En consecuencia, los humanos pueden existir pacíficamente en el espacio sin la necesidad de engorrosos trajes de presión o máscaras de oxígeno.
Es quizás un problema de atracción gravitatoria que es uno de los mayores obstáculos para la vida en la Zona Negativa. Mientras que todos los objetos de masa de tamaño razonable (planetas, lunas, asteroides, etc.) obviamente tienen su propia atracción gravitacional, es lo suficientemente débil para ser superado con un mínimo esfuerzo. La mayoría de los héroes con capacidades de vuelo pueden escapar del campo gravitacional de un planeta con facilidad, al igual que cualquier máquina con capacidad de vuelo. Debido a esta gravedad reducida, se cree que la vegetación tiene dificultades para sembrar adecuadamente, dando a la vida un punto débil en el mejor de los casos en cualquier planeta dado.
La humedad también parece ser un problema en la escasez de vida en la Zona Negativa. Si bien cada planeta apenas ha sido explorado en su totalidad, muchos de los que se estudiaron -incluidos los que están habitados- han mostrado pocas, si las hay, fuentes de agua naturales. La mayoría de los planetas parecen ser muy áridos, con culturas que se adaptan a la falta de humedad como se hacía en los desiertos de la Tierra.

### Tiempo
Al ser una dimensión diferente con diferentes leyes de la física, el tiempo fluye de manera diferente en la Zona Negativa que en la Tierra. Aunque nunca se completó un análisis exhaustivo, los hallazgos preliminares sugieren que pasen dos semanas en la Zona Negativa por cada hora en la Tierra, con una proporción de 336: 1. En una escala más pequeña, cada minuto en la Tierra es un poco más de cinco horas y media en la Zona Negativa.
Parece, sin embargo, que esta relación cambia a medida que uno se acerca al centro de la Zona Negativa. Dado que ha habido varias instancias de conversaciones bidimensionales entre los dos planos, parece que la relación de tiempo está mucho más cerca de 1: 1 cuando uno se encuentra en el nexo de la Zona negativa. Actualmente no está claro a qué velocidad aumenta la diferencia de tiempo a medida que uno se aleja del vórtice o si hay un límite superior de cuán grande puede ser la diferencia entre los dos universos.

### Planetas
Hay diferentes planetas en la Zona Negativa que consisten en:
- Argor - Un planeta que es el hogar de los Argorans.
- Arthros: un planeta que alberga a Annihilus y los Arthosians (una raza de insectoides).
- Baluur: un planeta que es el hogar de Blastaar.
- Kestor: un planeta que fue destruido, causando que los Kestorianos se convirtieran en nómadas.
- Tarsuu -
- Tyanna: un planeta que alberga a los Tyannans (una raza de alienígenas tipo león ). Tyanna está ubicada en Crossroads of Infinity. Los científicos de Tyannan diseñaron genéticamente una espora que podría esparcirse sobre la superficie de un planeta deshabitado, donde pueden convertirse en nuevas plantas y animales. Esto haría que el planeta sea habitable (conocido como terraforma).

## Otras versiones
En la miniserie Blink, se establece que en realidad solo hay una Zona Negativa en el multiverso de Marvel Universe, con puntos de salida a diferentes realidades y líneas de tiempo, ya que el Blink de la Era de Apocalipsis se encontró en una Zona Negativa que todavía recordaba el papel de los Cuatro Fantásticos en derrotar a Annihilus a pesar del hecho de que el equipo nunca existió en su mundo. Esto va junto con el Universo X Mutante, donde Havok intentó regresar del Mutante X-verso a la principal Tierra de Marvel por un desvío a través de la Zona Negativa. Además, tanto Rikki Barnes como Onslaught viajaron desde el Universo de Bolsillo de Heroes Reborn hasta el Universo Marvel a través de la Zona Negativa. Durante el evento Cataclysm, nuevamente se establece que, de hecho, solo hay una Zona Negativa en el multiverso del Universo Marvel, con puntos de salida a diferentes realidades y líneas de tiempo, como los héroes de la Marvel Suprema, luego de un breve viaje a Tierra-616 para adquirir local la información sobre Galactus, finalmente logra enviar Galactus a la Zona Negativa, razonando que eventualmente morirá de hambre porque la Zona Negativa está hecha de antimateria, sin embargo, después de un incidente en la Tierra 616 donde el Eterno conoce como Ikaris es lavado el cerebro por un dispositivo Kree llamado El Susurro de Dios, los Eternos se recuperan, con la ayuda de Aarkus, el comatoso Galactus de la Zona Negativa, y declaran que planean usar el Susurro de Dios para desatarlo sobre el Kree cuando despierta como venganza por lo que le hicieron a Ikaris.

### Ultimate Marvel (The N-Zone)
En el equivalente Ultimate Marvel de la Zona Negativa se llama N-Zone. Como se revela en Ultimate Power, hay muchas otras zonas, etiquetadas con letras (por ejemplo, la Z-Zone y la Q-Zone), lo que implica que el N es simplemente una categorización, no un acortamiento de la palabra "negativo". La zona N tiene una atmósfera que es letalmente ácida para los humanos y los Ultimate Fantastic Four, con la excepción de Thing, requieren trajes espaciales para vivir. 
Presentado por Brian Michael Bendis, y más explorado por Warren Ellis en las páginas de Ultimate Fantastic Four, es el universo directamente debajo del universo de Ultimate Marvel. Está ligado a los poderes otorgados a los Cuatro Fantásticos y es el hogar del villano de Ultimate Fantastic Four Nihil. La Zona-N es un universo en las últimas etapas de la muerte por calor entrópico, con menos de un millón de años de existencia. Todavía quedan pocas estrellas encendidas, en su mayoría estrellas enanas rojas de larga vida, y a pesar de la tecnología avanzada de muchas razas, la vida apenas mantiene un punto de apoyo en su existencia. El espacio aparentemente también está escorzado en este universo, con el transbordador Awtastic Awesome logrando velocidades que serían imposibles en nuestro propio universo. Más tarde, una Zona Negativa apropiada se introduciría en el Ultimate Marvel.

## En otros medios

### Televisión
- La Zona Negativa aparece en "He aquí la Zona Negativa", un episodio del 1994 Los 4 Fantásticos (serie animada)
- En un episodio de guion, pero no producido de Silver Surfer titulado "Down to Earth" Parte 3, Reed Richards utiliza la Zona Negativa, como medio para contener Terrax.
- La zona negativa aparece en Fantastic Four: World's Greatest Heroes. Se representa como una mera dimensión alternativa habitada por una gran variedad de diferentes serpientes y criaturas similares a insectos. De acuerdo con el Doctor Doom, la Zona es un nexo para diversos otros universos y reclamaciones descubrió que años antes de que Reed.
- La Zona Negativa aparece en dos partes Iron Man: Armored Adventures, episodio "The Invasion Makluan". Se representa como un oscuro vacío al que el Mandarín desterró al Helicarrier antes de rescatarse al final del episodio tras la invasión Makluan.
- En Los Vengadores: Los Héroes más poderosos del planeta episodio "Some Assembly Required", Iron Man mencionó que él ha estado trabajando con Reed Richards en la construcción de una prisión en la Zona Negativa para contener los supervillanos escapado después de que estallaron. La zona negativa aparece en el episodio "El hombre que robó el Mañana" cuando Thor, Ant-Man y Wasp ponen a Ventisca en la prisión Alfa de la Zona Negativa. En el episodio "Vengadores Unidos", Mr. Fantástico y Iron Man crean un portal a la Zona Negativa que se envían a Galactus en donde se nutre a infinito anti-materia de la Zona Negativa.
- La Zona Negativa aparece en Hulk and the Agents of S.M.A.S.H., en los episodios de dos partes, "Portal hacia la Destrucción" y también en "Dentro de la Zona Negativa". En la segunda temporada, "Un Futuro Aplastante, Parte 5: Los Aplastadores del Mañana".

### Película
En el guion original para el reinicio de los 4 Fantásticos por Jeremy Slater, la Zona Negativa se reinventó como un planeta de una antigua civilización alienígena antes de ser destruida por Galactus. Sin embargo, después de los retoques y ediciones, la Zona Negativa pasó a llamarse Planeta Cero, como un planeta de un paisaje agrietado y una energía inestable que es la fuente de las mutaciones en los Cuatro y Victor von Doom.

### Videojuegos
- En Marvel: Ultimate Alliance 2, la Zona Negativa juega un papel importante. Contiene "Prisión 42", la prisión para los héroes no registrados y los supervillanos controlados por nanite. Es el lugar donde el Fold se ha activado por primera vez. Nick Fury tuvo que autodestruirse la Prisión 42 para evitar que Fold invadiera la Tierra. Una escena de noticias en cualquiera de los dos finales mencionó la confirmación de la destrucción de Prisión 42.
- La Zona Negativa aparece en el videojuego Marvel Super Hero Squad: The Infinity Gauntlet.